# Michele de Napoli
Pour les articles homonymes, voir Napoli.
Michele de Napoli  (Terlizzi dans la province de Bari, 25 avril 1808 - 24 mars 1892) est un peintre italien du XIXe siècle, qui a été surtout actif à Naples et ses environs.

## Biographie
Michele de Napoli, après avoir commencé des études de droit, étudia à partir de 1833 à l'institut royal des beaux-arts de Naples auprès de Costanzo Angelini.
En 1838 il fit ses débuts à l'exposition borbonique en exposant deux toiles Alexandre en enfer (récompensée par une médaille d'argent) et La Mort d'Alcibiade (récompensée par une médaille d'or),  achetées par le roi de Naples. La Mort d'Alcibiade lui permit d'obtenir une bourse d'études pour Rome. Il peignit des fresques pour l'église de Monteverginella (1843). 
Il refusa le poste d'enseignant à l'Académie des beaux-arts de Naples et exerça en tant qu'artiste en peignant à huile, à tempera, à fresque, au pastel et à l'aquarelle. Il peignit aussi les fresques du Martyre de sainte Lucie (1845), pour l'église Santa Lucia de Naples, ou encore La Vision de sainte Marie-Madeleine (1853) pour l'église Santa Maria Maddalena ai Cristallini de Naples.
En 1860, il fut nommé avocat de la ville et membre du conseil municipal, ainsi qu'inspecteur du musée national de Naples. Il était membre du parti libéral. En 1863, il épousa Luisa Patella, de vingt-six ans sa cadette; ils n'eurent pas d'enfants. Après la mort de son père en 1863, il s'installa définitivement à Terlizzi sa ville natale, jusqu'à la fin de ses jours. Il se consacra à la vie politique locale pendant une quinzaine d'années (maire de Terlizzi ou conseiller provincial à Bari).
Une de ses toiles les plus connues est Saint François d'Assis montrant ses stigmates (1853) qui se trouve aujourd'hui au musée Capodimonte de Naples. Il est également l'auteur des fresques (1853–1854) du chœur de l'église San Domenico Maggiore de Naples. En 1854, il peignit le rideau du théâtre Piccini de Bari; puis des fresques pour la cathédrale d'Andria (1855) et la cathédrale de Capoue (1856). En 1876, il peignit deux toiles pour la cathédrale d'Altamura (Le Baptême de saint Augustin et La Mort de saint Jérôme). Mis à part quelques portraits et peintures d'histoire au début de sa carrière, il se spécialisa surtout dans la peinture à thème religieux.
Des fresques ou des toiles de sa production sont visibles dans la  cathédrale de Capoue, la cocathédrale de Terlizzi et dans l'église Santa Maria degli Angeli de Naples.
Il fit don à la ville de Terlizzi de l'hôtel particulier familial (devenu la pinacothèque Michele de Napoli), ainsi qu'une collection de plus d'un millier de toiles. Une grande partie de sa collections se trouve  à la pinacothèque métropolitaine de Bari.

## Œuvres
- La Mort d'Alcibiade (1839), musée Capodimonte, Naples,
- Alexandre en enfer,
- Femme évanouie (1847), huile sur toile,
- Marius sur les ruines de Carthage,
- Les Stigmates de saint François (1853), musée Capodimonte, Naples
- La Dispute des docteurs de l'Eucharistie,
- Jacob mourant,
- Les Trois Marie,
- Saint Thomas débattant avec les hérétiques albigeois,
- Extase de saint François de Paule,
- Saint Benoît ramenant à la vie le fils d'un paysan,

- Le Baptême de saint Augustin (1876), cathédrale d'Altamura
- La Mort de saint Jérôme (1876), cathédrale d'Altamura
- Saint Thomas d'Aquin rédigeant l'office du Saint-Sacrement (1878), huile sur toile, 405 x 285 cm, co-cathédrale de Terlizzi
- L'Invention de l'icône de la Madone de Sovereto (1882), huile sur toile, 405 x 285 cm, co-cathédrale de Terlizzi
- Madeleine repentante (1884), huile sur toile, 305 x 195 cm, co-cathédrale de Terlizzi
- Le Retour du Saint-Sépulcre (1885), huile sur toile, 302 x 198 cm, co-cathédrale de Terlizzi